# Gisement du Cuyuna Range

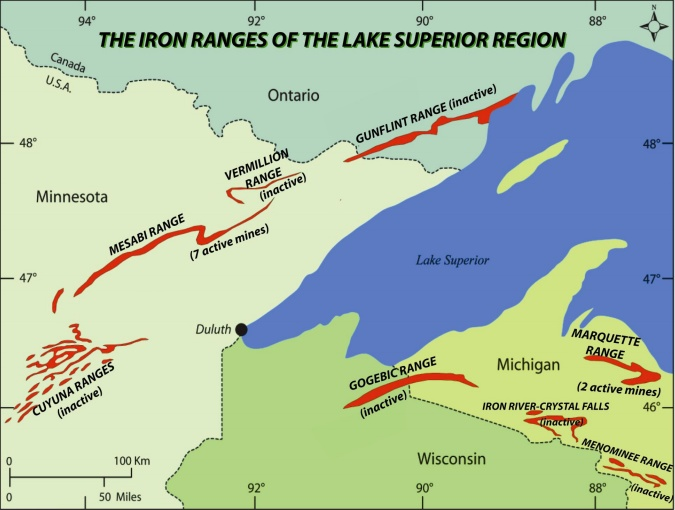
Lac Supérieur De Fer Plages

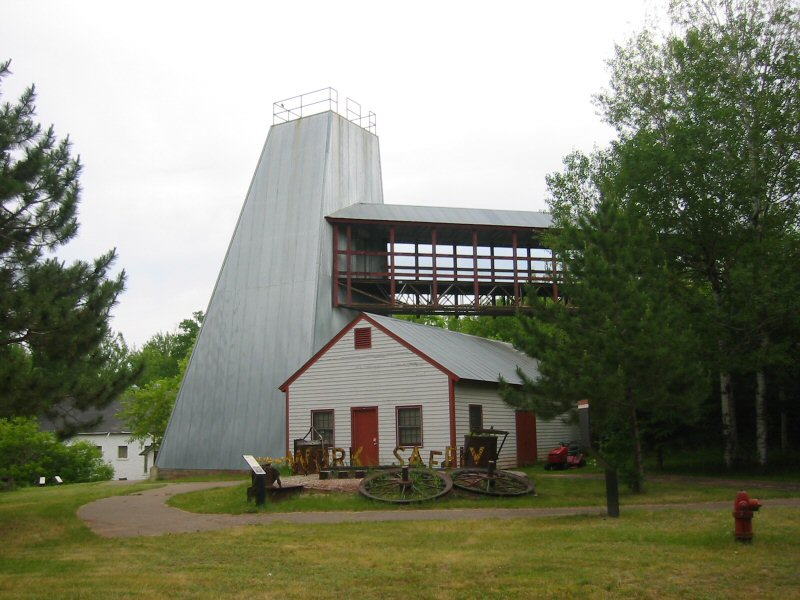
La Closerie de la Mine de Parc Historique de Crosby, Minnesota préserve le chevalement et le pont de chemin de fer.

Le gisement du Cuyuna Range est situé à l'intérieur de la chaîne de montagne américaine de l'Iron Range, en grande partie à l'intérieur de Crow Wing County, Minnesota. Il se trouve le long d'une  ligne de 68 kilomètres de long entre Brainerd, Minnesota, et Aitkin, Minnesota. Sa largeur varie de 1  à   10 km.
Bien que couvert par la moraine de l'ère glaciaire jusqu'à 200 pieds d'épaisseur, le gisement a une influence magnétique importante. Les géomètres ont noté une déviation de la boussole dans la région dès 1859. Le Gisement du Cuyuna Range n'a cependant été découvert par Cuyler Adams, à l'aide d'une boussole d'inclinaison, qu'en 1895. Avec des partenaires, il trouve du minerai de forage en 1903. Le mot "Cuyuna" est issu de la fusion des trois premières lettres de Cuyler nom avec "Una", le nom de son chien:5-6,9.
Le puits de mine baptisé "Kennedy" a atteint le minerai en avril 1908 et la première expédition a été faite via le rail, le 11 avril 1911. L'exploitation minière à ciel ouvert a commencé à la "Rowe mine" en 1912. Outre le fer, le minerai est riche en manganèse, ce qui a été utile au cours de la Première Guerre mondiale, avec 32 des mines en exploitation:6.
L'exploitation minière dans le Gisement du Cuyuna Range a été le théâtre de la pire catastrophe minière dans le Minnesota, à la "Milford Mine". Le 5 février 1924, un nouveau tunnel a été dynamité trop près du Lac Foley et l'eau se précipita dans les galeries, tuant 41 mineurs:6.
L'exploitation minière a continué jusqu'en 1984 puis a ralenti car il est devenu plus économique d'extraire de la taconite des dépôts de la Mesabi Range, plus proches de la surface du sol, les mines de surface étant plus sûres que les mines souterraines.

## Géologie

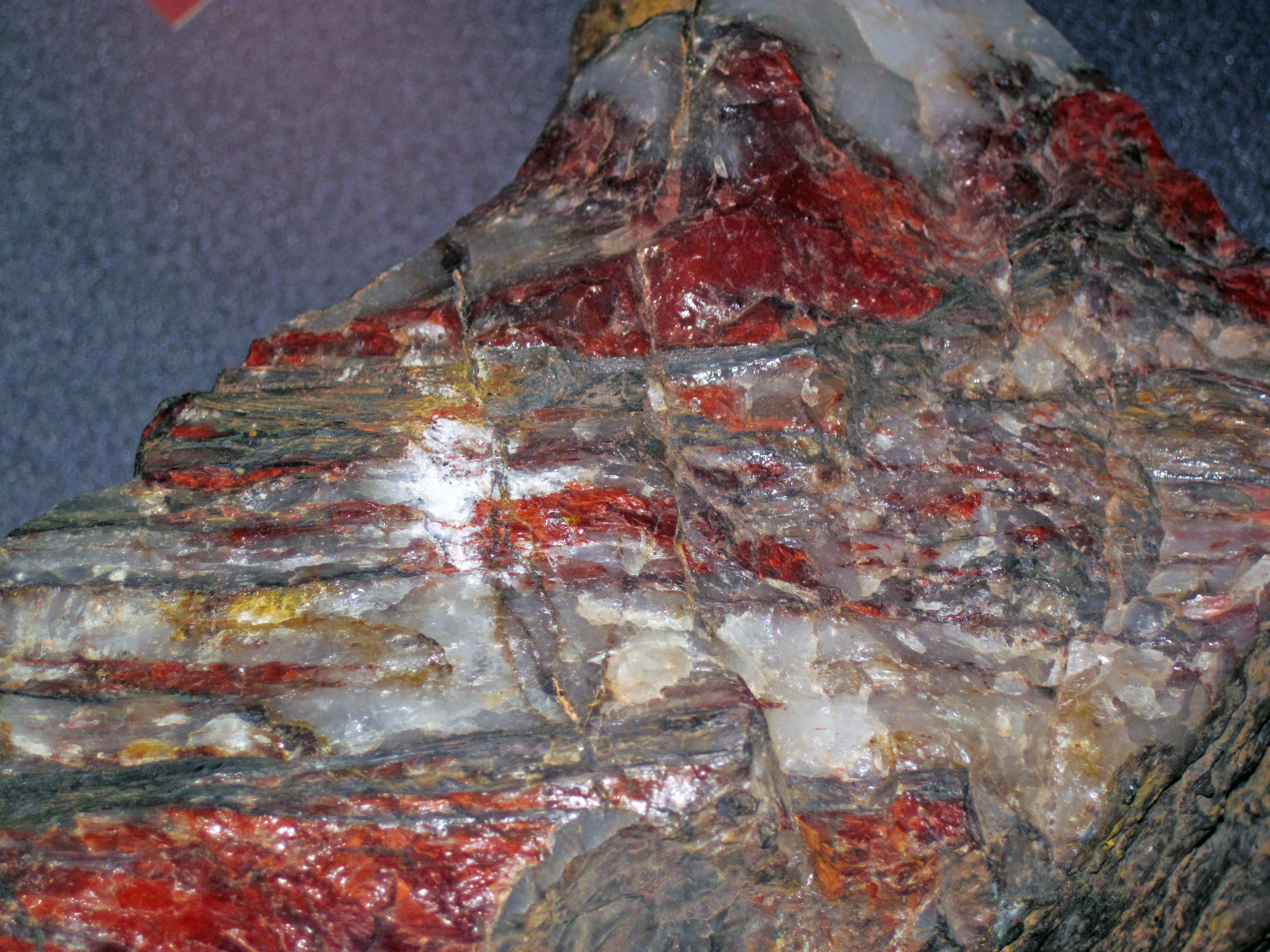
Binghamite, Cuyuna North Range, Minnesota, États-Unis

Les roches de la région sont constituées de couches fortement serrées parallèles à l'axe du synclinal du Lac Supérieur. Ces plis s'étendent vers le nord-est. Les rochers ont été légèrement métamorphosés.
Le principal minerai de fer de la Formation géologique date du moyen Précambrien.